# Крепость Раникот
Крепость Раникот (синдхи رني ڪوٽ, урду قِلعہ رانی کوٹ‎) — исторический талпурский форт в окрестностях Санна (округ Джамшоро, провинция Синд, Пакистан). Он также известен как Великая стена Синда и по некоторым сведениям является крупнейшей в мире крепостью, с окружностью примерно 32 километра. Крепостные валы форта сравнивают с Великой Китайской стеной.
Крепость Раникот была номинирована в 1993 году Пакистанской национальной комиссией на получение статуса объекта всемирного наследия ЮНЕСКО и с тех пор включён в его предварительный список. Форт внесён в список исторических объектов Пакистана в соответствии с Законом о древностях 1975 года и последующими поправками к нему, и ему предоставляется государственная охрана.

## Расположение
Крепость Раникот находится в 90 километрах к северу от города Хайдарабад, рядом с Индским шоссе (N55). До неё также можно легко добраться от Карачи по тому же шоссе (час езды до Санна). Ответвление от этой дороги, начинающееся на небольшом расстоянии от Санна, ближайшего города, ведёт к крепости по неровной дороге длиной 21 километр и достигает восточных ворот форта, известных как ворота Санна.

## История
Первоначальное назначение и архитекторы крепости Раникот неизвестны. Ранее существовали версии, что форт был построен во времена правления Сасанидов, скифов, парфян или бактрийских греков, однако более поздние свидетельства показывают, что крепость Раникот возникла при династии Талпуры.
Археологи указывают на XVII век как время её первых построек, синдские исследователи сходятся на том, что некоторые из нынешних сооружений были реконструированы династией Талпуров в 1812 году, что стоило 1,2 миллиона рупий. Зубчатые стены крепости Раникот формировали последнюю столицу эмиров Синда, прежде чем они попали под колониальное правление Британской империи. Проводились радиоуглеродные анализы древесного угля, взятого у ворот Санна и попавшего в раствор разрушенной колонны восточных ворот форта. Эти тесты подтвердили, что эти ворота, вероятно, были отремонтированы между началом XVIII века и началом XIX века, до появления британцев в крепости, когда представители династии Калхора или, скорее всего, Талпуров владели этим районом. Но на самом деле образец для радиоуглеродного анализа был получен из столба, который был возведён в более поздний период и не был частью первоначальной и более ранней конструкции форта.

## Особенности
Крепость Раникот огромна, она соединяет несколько пустынных вершин холмов Киртар, следуя вдоль рельефа, и составляет 31 километр в длину. Стена форта перемежается с несколькими бастионами, причём три из них имеют полукруглую форму. Северная часть периметра форта представляет собой естественное высокое холмистое образование, в то время как с трёх других сторон он защищён стенами форта. В пределах этой главной крепости есть меньший форт, известный как «крепость Мири», которая находится примерно в 3 км от ворот Санн и, по некоторым сообщениям, служила дворцом для семьи правителя. Вся структура крепости была построена из камня и известкового раствора. Она имеет зигзагообразную форму, с четырьмя въездными воротами в форме ромба. А именно: ворота Санн, ворота Амри, ворота Шах-Пере и ворота Мохан. Двое из них пересекаются по диагонали рекой Санн; первые ворота находятся на западной стороне и окружены речной водой, и к ним трудно подойти. Южные же въездные и имеют двойные ворота. Внутри ворот есть две ниши с цветочным орнаментом и резными камнями. Ворота Санн хорошо сохранились, и от них можно подняться на вершину крепости, откуда открывается живописный вид на окрестности. Эти ворота также являются входом в крепость Мири.

## Реконструкция
Департаментом археологии Пакистана, Департаментом культуры Синда и районной администрацией Даду были проведены реставрационные работы в крепости Раникот, в частности в комплексе ворот Санн, укреплённой стене, простирающейся на юг, включая мечеть и небольшую крепость Мири. После обвинений в плохом качестве работ и фаворитизме при заключении контрактов в 2005 году было начато расследование. В докладе комиссии по расследованию указывалось, что реставрационные работы были плохо выполнены с использованием цемента и нового камня без соблюдения «Венецианской хартии по сохранению и восстановлению памятников и объектов», и рекомендовалось прекратить дальнейшие работы в крепости. На основании этого отчёта дальнейшая реконструкция форта была приостановлена в 2006 году.